# Lawil

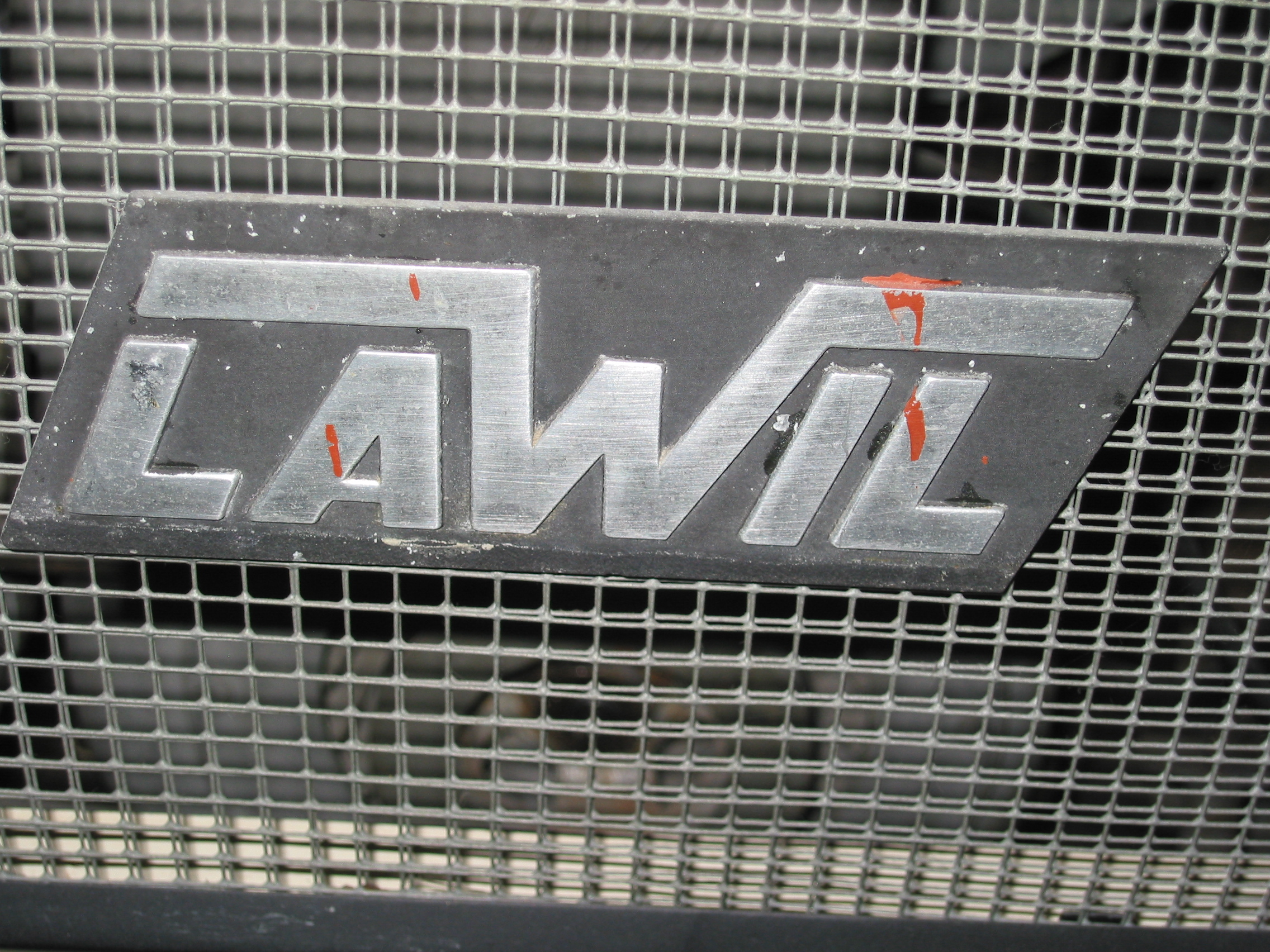
Schriftzug Lawil.

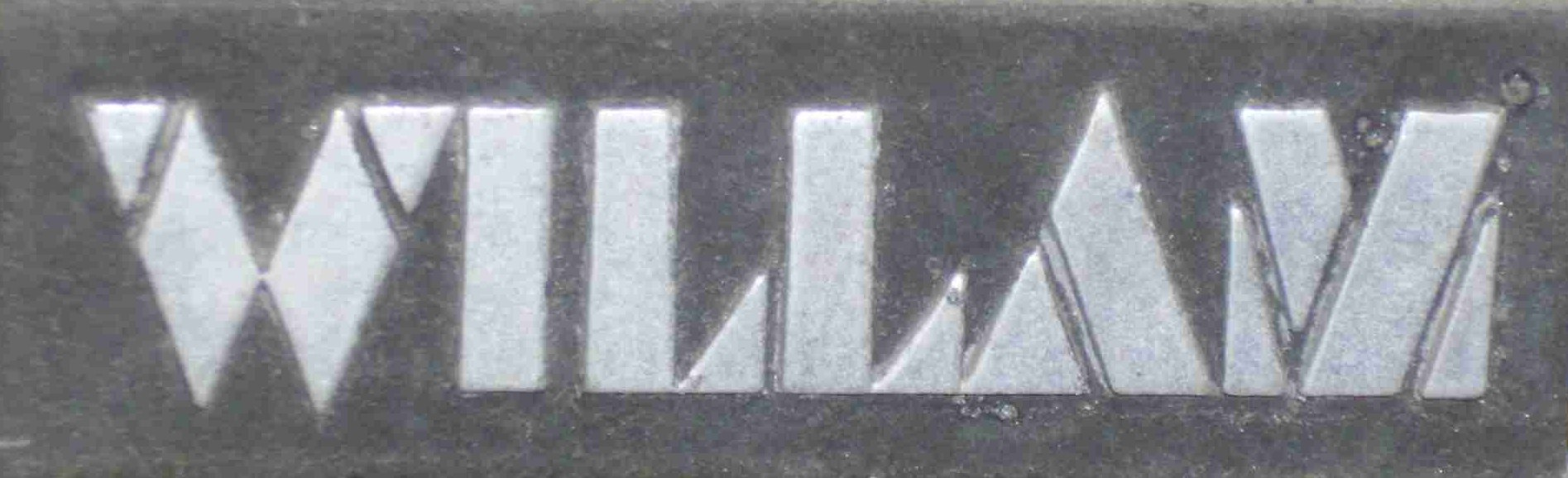
Schriftzug Willam

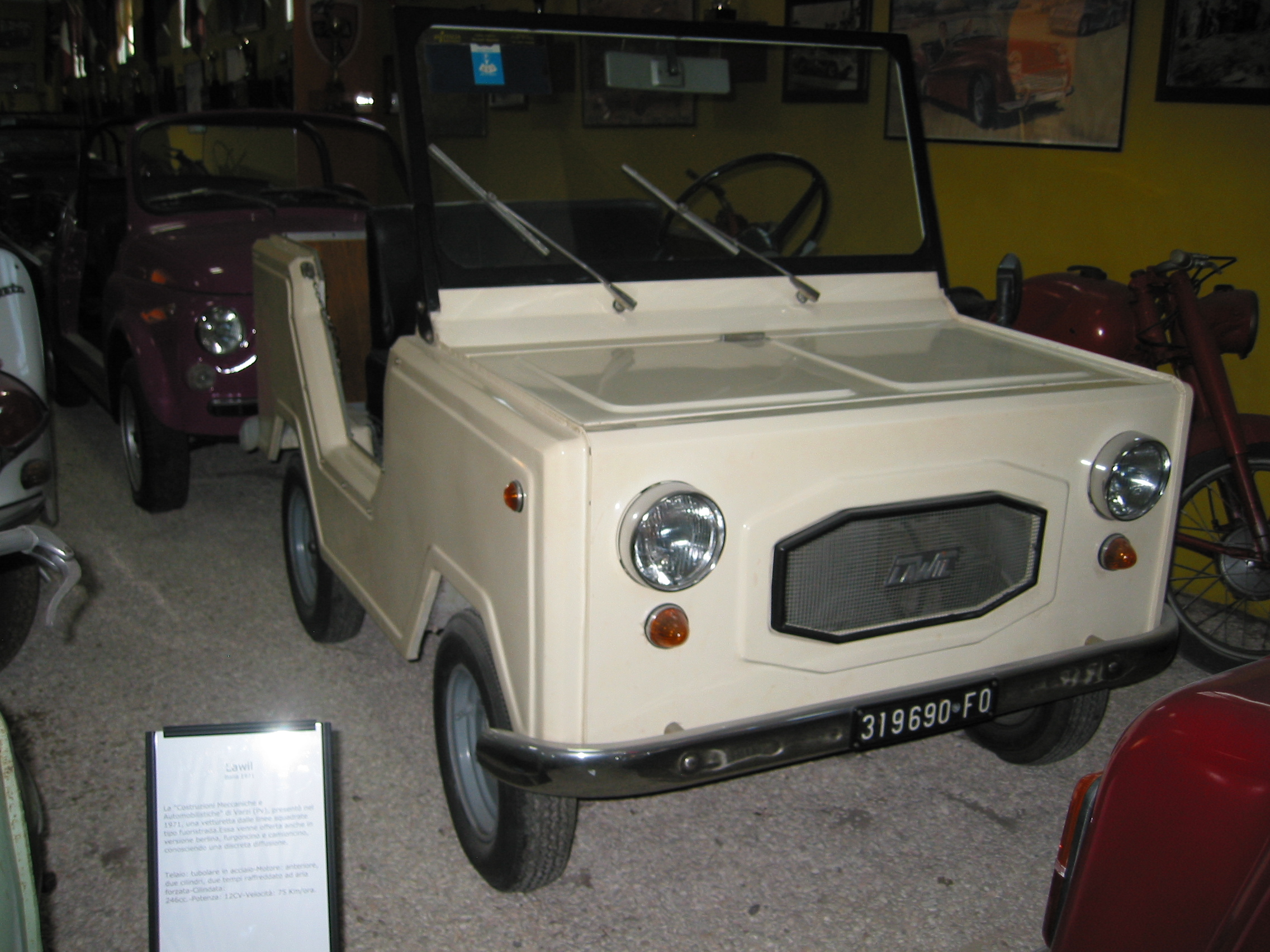
Lawil S 3 von 1971

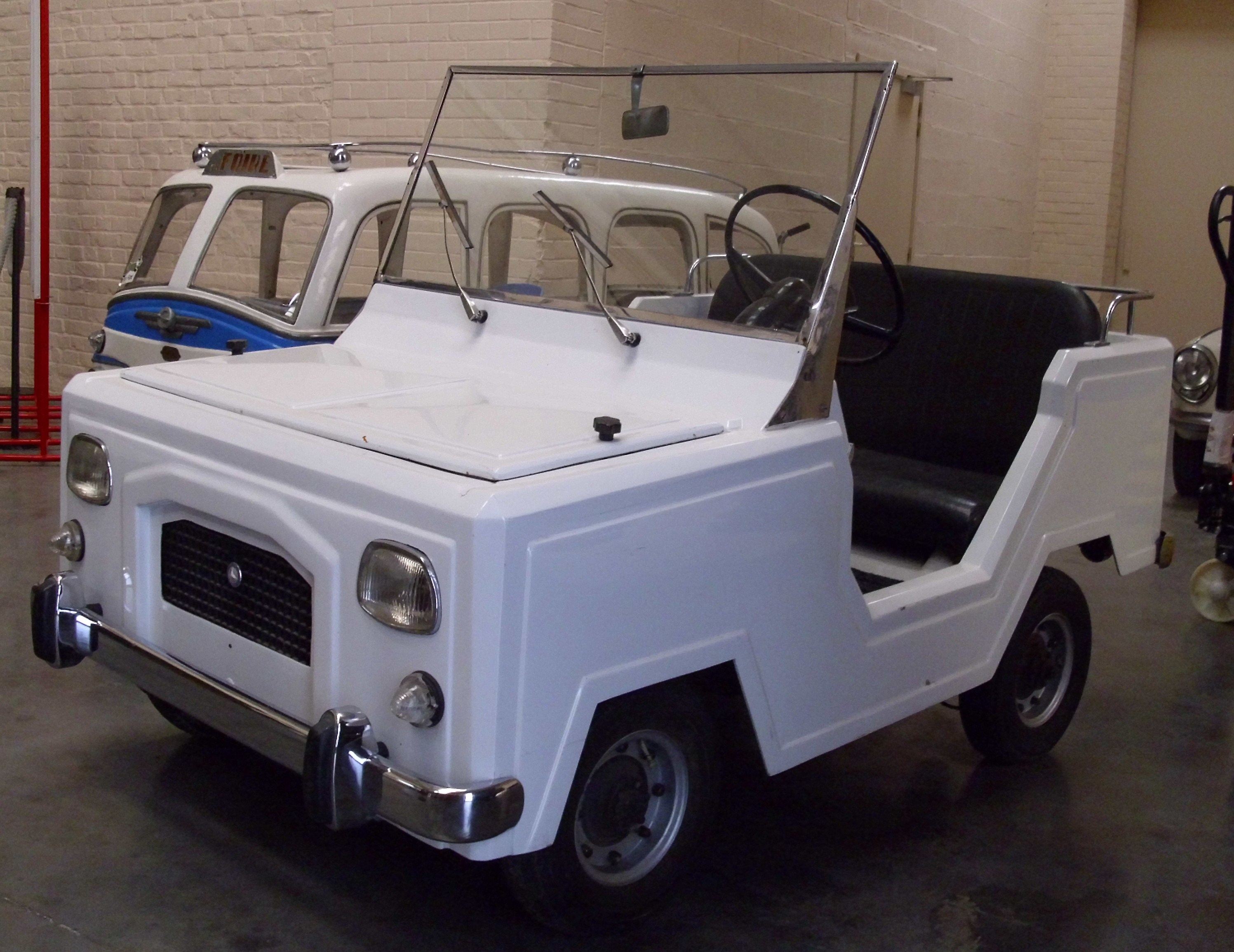
Willam Lambretta

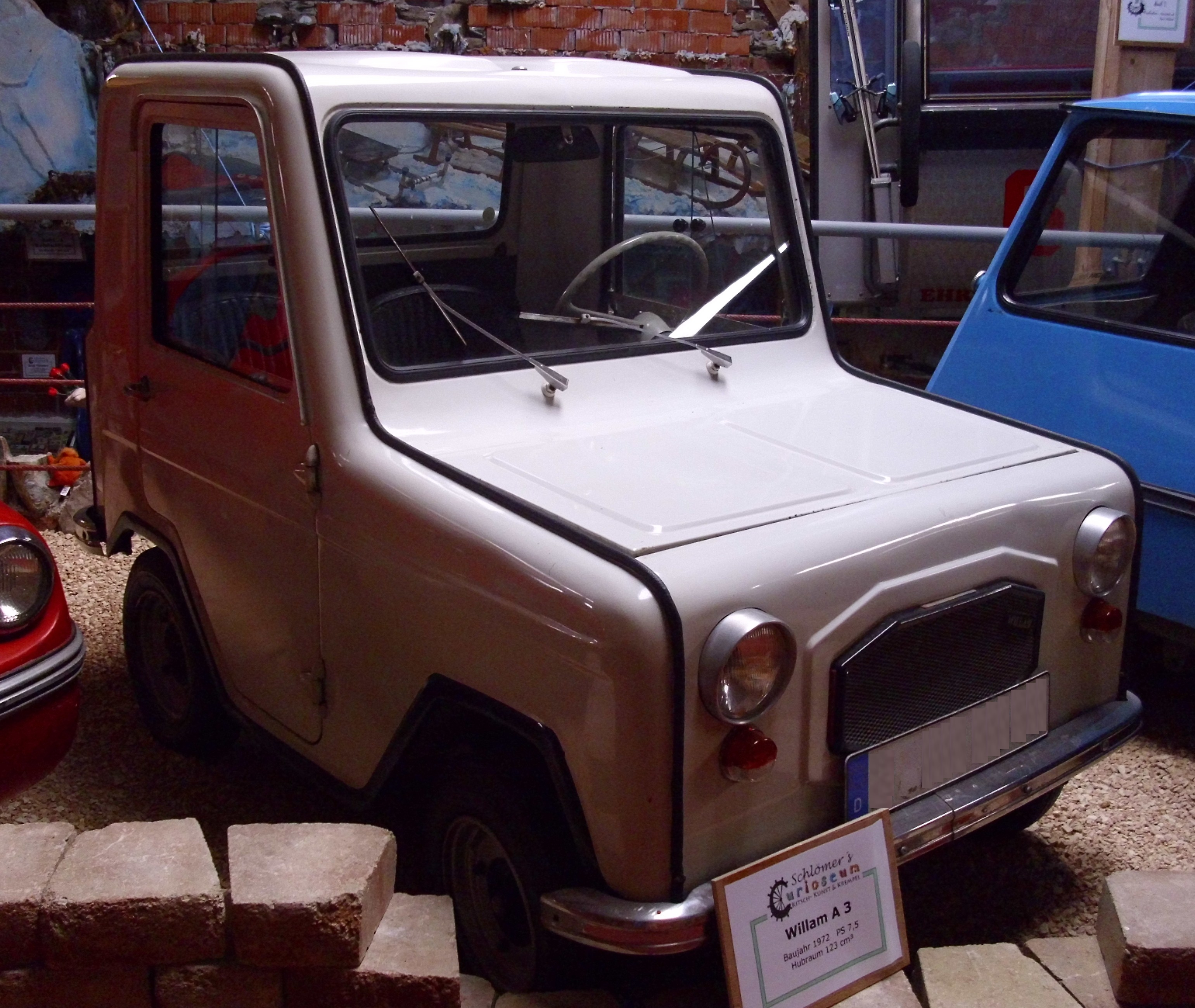
Willam A 3 von 1972

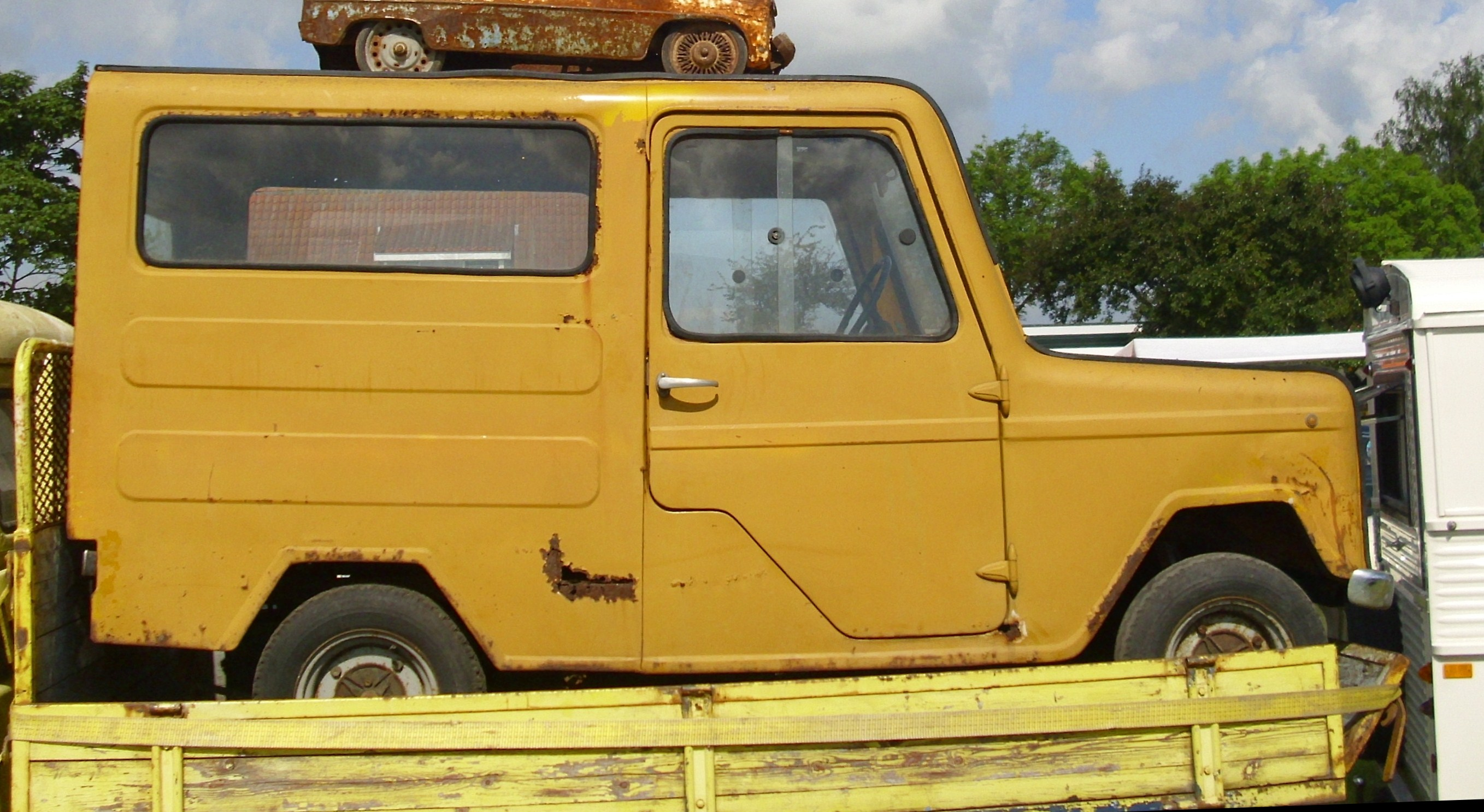
Willam Fourgonette Kastenwagen

Die Lawil S.p.A. war ein italienischer Automobilhersteller, der von 1967 bis 1988 bestand und seinen Firmenhauptsitz in der Stadt Pavia hatte. Das Unternehmen wurde vom französischen Importeur der Innocenti Lambretta, Henri Willame (Direktor), und dem Konstrukteur Carlo Lavezzari gegründet, welche sich neben motorisierten Dreirädern und Motorrollern auch mit der Herstellung von Personenkraftwagen befassen wollten. Entsprechend auch die Namensbildung: LAvezzari + WILlame.

## Modelle

### Lawil
Der Lawil wurde im April 1967 im lombardischen Varzi der Weltöffentlichkeit vorgestellt. Dabei handelte es sich um einen 1,78 m langen Kleinwagen in Kompaktbauweise. Die Basis stellte das von Innocenti hergestellte Lambretta-Dreirad. Als Motorisierung gab es eine 125-cm³-Version sowie eine 175-cm³-Version. 1969 wurde das Fahrzeug auf eine Gesamtlänge von 2,05 m verlängert, da von nun an ein Kofferraum angebaut wurde. Da für die stärkere Motorisierung eine Fahrprüfung notwendig war, wurde diese wieder 1970 aus dem Programm genommen. Bereits 1971 wurde die Urversion des Lawil aus dem Modellprogramm genommen und durch den S3 fortgeführt.

### Lawil Farmer / Lawil S3
Der Lawil S3 ist ein kompakter italienischer Buggy, der zwischen 1968 und 1980 produziert und vertrieben wurde. Weltpremiere hatte das Fahrzeug 1968 auf dem Pariser Autosalon. Technisch baute es auf dem Fiat Nuova 500 auf.
Der S3 stand in zwei Motorisierungen zur Wahl. Als städtischer Einsteiger verfügte der S3 über einen Einzylindermotor mit 123 cm³ Hubraum. Die besser motorisierte Version des S3 bekam einen Zweitaktmotor mit 246 cm³ Hubraum und einer Leistung von 10 kW. Das Fahrzeug mit seiner kompakten Karosserieform wurde auch als Varzina bekannt. Es erwies sich auf dem Heimatmarkt als unbeliebt. Größeren Erfolg verbuchte das Modell im europäischen Ausland.
Vorzüge des Lawil S3 zu anderen Buggies seiner Zeit waren neben der übersichtlichen Instrumententafel die Leder- und Filzauskleidung. Auch das Reserverad am Heck und das Verdeck beim Lawil S3 Spider waren Standard. Einige Einheiten des Lawil S3 wurden auch in Deutschland vertrieben. In der Schweiz trug das Fahrzeug den Namen Lawil Farmer.

### Lawil S4 Berlina / Willam Lambretta
Eine modernisierte Version des S3 kam 1976 unter dem Namen Lawil S4 Berlina auf dem Markt. Hier wurden lediglich die einzelnen Elemente wie Kühlergrill, Scheinwerfer und Blinker stilistisch überarbeitet. Die Motoren wurden vom Vorgänger übernommen. In Italien ersetzte der S4 Berlina den S3 und befand sich bis 1988 in der Modellpalette.

### Lawil Fourgonette
Der Fourgonette basierte auf dem S3 und war als Kastenwagen ausgelegt, wurde allerdings nur in Frankreich angeboten und zeigte sich dort mit großem Erfolg. Der Laderaum hatte die Maße 105 × 115 × 92 cm. Die Nutzlast betrug 400 kg. Während die zivilen Versionen bereits 1980 aus der Produktpalette der Marke Lawil verschwanden, wurden die Nutzfahrzeuge noch bis 1988 hergestellt und exportiert.

## Diavolino
Zwischen 1984 und 1986 wurde in der Schweiz der Diavolino als Nachfolger des Lawil S3 hergestellt.